# Agapi
Agapi (grec antic: Ἀγάπιος, Agápios; llatí: Agapius) fou un metge grec d'Alexandria (Egipte) que va exercir a Constantinoble amb èxit i va gaudir de molta reputació. Amb el seu treball es va fer molt ric. Va viure probablement al segle vi, ja que Suides i Foci el fan contemporani de Damasci.